# Spathius busirios
Spathius busirios är en stekelart som beskrevs av Nixon 1943. Spathius busirios ingår i släktet Spathius och familjen bracksteklar. Inga underarter finns listade i Catalogue of Life.